# Grande Prêmio da Emília-Romanha de 2024
O Grande Prêmio da Emília-Romanha de 2024 (formalmente denominado Formula 1 MSC CRUISES Gran Premio Del Made In Italy E Dell'EMilia-Romagna 2024) Foi a sétima etapa do Campeonato Mundial de Fórmula 1 de 2024, disputada em 19 de maio de 2024 no Autódromo Enzo e Dino Ferrari, em Ímola, Itália. O vencedor foi Max Verstappen, da Red Bull. Lando Norris, da McLaren, e Charles Leclerc, da Ferrari, completaram o pódio.

## Resumo
O Grande Prêmio da Emília-Romanha retornou à F1 após ter sido cancelado em 2023 devido a fortes chuvas e inundações na região de Ímola, que impossibilitaram a realização do evento.
Na quinta-feira, o tetracampeão da F1 Sebastian Vettel homenageou o tricampeão brasileiro Ayrton Senna e o piloto austríaco Roland Ratzenberger, que morreram no mesmo Grande Prêmio de San Marino de 1994. Sebastian comandou uma corrida a pé pelo circuito com todos os pilotos da Fórmula 1, Fórmula 2, Fórmula 3, integrantes da FIA e do Autódromo Enzo e Dino Ferrari. Vettel também distribuiu camisetas especiais homenageando Senna.
Para essa etapa, Pierre Gasly, da Alpine, usou um capacete especial em homenagem a Senna, de quem é grande fã, adotando o design do capacete do tricampeão brasileiro.
A pole position foi de Max Verstappen, com esta sendo a sua oitava consecutiva. Ele igualou o recorde de Ayrton Senna, ao fazer sete poles seguidas numa mesma temporada.
Verstappen foi o vencedor da prova, após segurar Lando Norris nas voltas finais. A diferença entre os dois foi de sete décimos. Esta foi a quinta vitória do neerlandês na temporada, e a terceira dele nesse circuito, com Max se igualando a Senna e a Alain Prost.
Verstappen conciliou sua participação neste Grande Prêmio com a corrida virtual das 24 Horas de Nürburgring, no qual ele também fez a pole e venceu, ao lado dos pilotos Chris Lulham, Florian Lebigre e Diogo Pinto.

## Resultados

#### Treino classificatório
| Pos.                | N° | Piloto           | Construtor                 | Tempos classificatórios | Tempos classificatórios | Tempos classificatórios | Grid final |
| Pos.                | N° | Piloto           | Construtor                 | Q1                      | Q2                      | Q3                      | Grid final |
| ------------------- | -- | ---------------- | -------------------------- | ----------------------- | ----------------------- | ----------------------- | ---------- |
| 1                   | 1  | Max Verstappen   | Red Bull Racing-Honda RBPT | 1:15.762                | 1:15.176                | 1:14.746                | 1          |
| 2                   | 81 | Oscar Piastri    | McLaren-Mercedes           | 1:15.940                | 1:15.407                | 1:14.820                | 51         |
| 3                   | 4  | Lando Norris     | McLaren-Mercedes           | 1:15.915                | 1:15.371                | 1:14.837                | 2          |
| 4                   | 16 | Charles Leclerc  | Ferrari                    | 1:15.823                | 1:15.328                | 1:14.970                | 3          |
| 5                   | 55 | Carlos Sainz Jr. | Ferrari                    | 1:16.015                | 1:15.512                | 1:15.233                | 4          |
| 6                   | 63 | George Russell   | Mercedes                   | 1:16.107                | 1:15.671                | 1:15.234                | 6          |
| 7                   | 11 | Yuki Tsunoda     | RB-Honda RBPT              | 1:15.894                | 1:15.358                | 1:15.465                | 7          |
| 8                   | 44 | Lewis Hamilton   | Mercedes                   | 1:16.604                | 1:15.677                | 1:15.504                | 8          |
| 9                   | 3  | Daniel Ricciardo | RB-Honda RBPT              | 1:16.060                | 1:15.691                | 1:15.674                | 9          |
| 10                  | 27 | Nico Hülkenberg  | Haas-Ferrari               | 1:15.841                | 1:15.569                | 1:15.980                | 10         |
| 11                  | 11 | Sergio Pérez     | Red Bull Racing-Honda RBPT | 1:16.404                | 1:15.706                | N/A                     | 11         |
| 12                  | 31 | Esteban Ocon     | Alpine-Renault             | 1:16.361                | 1:15.906                | N/A                     | 12         |
| 13                  | 18 | Lance Stroll     | Aston Martin-Mercedes      | 1:16.458                | 1:15.992                | N/A                     | 13         |
| 14                  | 23 | Alexander Albon  | Williams-Mercedes          | 1:16.524                | 1:16.200                | N/A                     | 14         |
| 15                  | 10 | Pierre Gasly     | Alpine-Renault             | 1:16.015                | 1:16.381                | N/A                     | 15         |
| 16                  | 77 | Valtteri Bottas  | Kick Sauber-Ferrari        | 1:16.626                | N/A                     | N/A                     | 16         |
| 17                  | 24 | Zhou Guanyu      | Kick Sauber-Ferrari        | 1:16.834                | N/A                     | N/A                     | 17         |
| 18                  | 20 | Kevin Magnussen  | Haas-Ferrari               | 1:16.854                | N/A                     | N/A                     | 18         |
| 19                  | 14 | Fernando Alonso  | Aston Martin-Mercedes      | 1:16.917                | N/A                     | N/A                     | PL2        |
| 107% time: 1:21.065 |    |                  |                            |                         |                         |                         |            |
| —                   | 2  | Logan Sargeant   | Williams-Mercedes          | No time                 | N/A                     | N/A                     | 193        |
| Fontes:             |    |                  |                            |                         |                         |                         |            |

Notas
- ↑1  – Oscar Piastri recebeu uma penalidade de três posições no grid por impedir Kevin Magnussen no Q1.[10]
- ↑2  – Fernando Alonso qualificou-se em 19º, mas foi obrigado a iniciar a corrida no pit lane porque seu carro foi modificado durante as condições do parque fechado.[10]
- ↑3  – Logan Sargeant não conseguiu definir um tempo durante a qualificação. Ele foi autorizado a correr a critério dos comissários.[10]

#### Corrida
| Pos.                                                               | N° | Piloto           | Construtor                 | Voltas | Tempo/Retirada                       | Grid | Pontos |
| ------------------------------------------------------------------ | -- | ---------------- | -------------------------- | ------ | ------------------------------------ | ---- | ------ |
| 1                                                                  | 1  | Max Verstappen   | Red Bull Racing-Honda RBPT | 63     | 1:25:25.252                          | 1    | 25     |
| 2                                                                  | 4  | Lando Norris     | McLaren-Mercedes           | 63     | +0.725                               | 2    | 18     |
| 3                                                                  | 16 | Charles Leclerc  | Ferrari                    | 63     | +7.916                               | 3    | 15     |
| 4                                                                  | 81 | Oscar Piastri    | McLaren-Mercedes           | 63     | +14.132                              | 5    | 12     |
| 5                                                                  | 55 | Carlos Sainz Jr. | Ferrari                    | 63     | +22.325                              | 4    | 10     |
| 6                                                                  | 44 | Lewis Hamilton   | Mercedes                   | 63     | +35.104                              | 8    | 8      |
| 7                                                                  | 63 | George Russell   | Mercedes                   | 63     | +47.154                              | 6    | 71     |
| 8                                                                  | 11 | Sergio Pérez     | Red Bull Racing-Honda RBPT | 63     | +54.776                              | 11   | 4      |
| 9                                                                  | 18 | Lance Stroll     | Aston Martin-Mercedes      | 63     | +1:19.556                            | 13   | 2      |
| 10                                                                 | 22 | Yuki Tsunoda     | RB-Honda RBPT              | 62     | +1 lap                               | 7    | 1      |
| 11                                                                 | 27 | Nico Hülkenberg  | Haas-Ferrari               | 62     | +1 lap                               | 10   |        |
| 12                                                                 | 20 | Kevin Magnussen  | Haas-Ferrari               | 62     | +1 lap                               | 18   |        |
| 13                                                                 | 3  | Daniel Ricciardo | RB-Honda RBPT              | 62     | +1 lap                               | 9    |        |
| 14                                                                 | 31 | Esteban Ocon     | Alpine-Renault             | 62     | +1 lap                               | 12   |        |
| 15                                                                 | 24 | Zhou Guanyu      | Kick Sauber-Ferrari        | 62     | +1 lap                               | 17   |        |
| 16                                                                 | 10 | Pierre Gasly     | Alpine-Renault             | 62     | +1 lap                               | 15   |        |
| 17                                                                 | 2  | Logan Sargeant   | Williams-Mercedes          | 62     | +1 lap                               | 19   |        |
| 18                                                                 | 77 | Valtteri Bottas  | Kick Sauber-Ferrari        | 62     | +1 lap                               | 16   |        |
| 19                                                                 | 14 | Fernando Alonso  | Aston Martin-Mercedes      | 62     | +1 lap                               | PL   |        |
| Ret                                                                | 23 | Alexander Albon  | Williams-Mercedes          | 51     | Decisão da equipe de retirar o carro | 14   |        |
| Volta Mais Rápida: George Russell (Mercedes) – 1:18.589 (volta 54) |    |                  |                            |        |                                      |      |        |
| Fontes:                                                            |    |                  |                            |        |                                      |      |        |

Notas
- ↑1  – Inclui um ponto pela volta mais rápida.[12]

## Tabela do Campeonato após a corrida
|        | Pos. | Piloto           | Pontos |
| ------ | ---- | ---------------- | ------ |
|        | 1    | Max Verstappen   | 161    |
| 1      | 2    | Charles Leclerc  | 113    |
| 1      | 3    | Sergio Pérez     | 107    |
|        | 4    | Lando Norris     | 101    |
|        | 5    | Carlos Sainz Jr. | 93     |
| Fonte: |      |                  |        |

|        | Pos. | Construtor                 | Pontos |
| ------ | ---- | -------------------------- | ------ |
|        | 1    | Red Bull Racing-Honda RBPT | 268    |
|        | 2    | Ferrari                    | 212    |
|        | 3    | McLaren-Mercedes           | 154    |
|        | 4    | Mercedes                   | 79     |
|        | 5    | Aston Martin-Mercedes      | 44     |
| Fonte: |      |                            |        |

- Nota: Apenas as cinco primeiras posições estão incluídas em ambos os conjuntos de classificação.